# Exegi monumentum

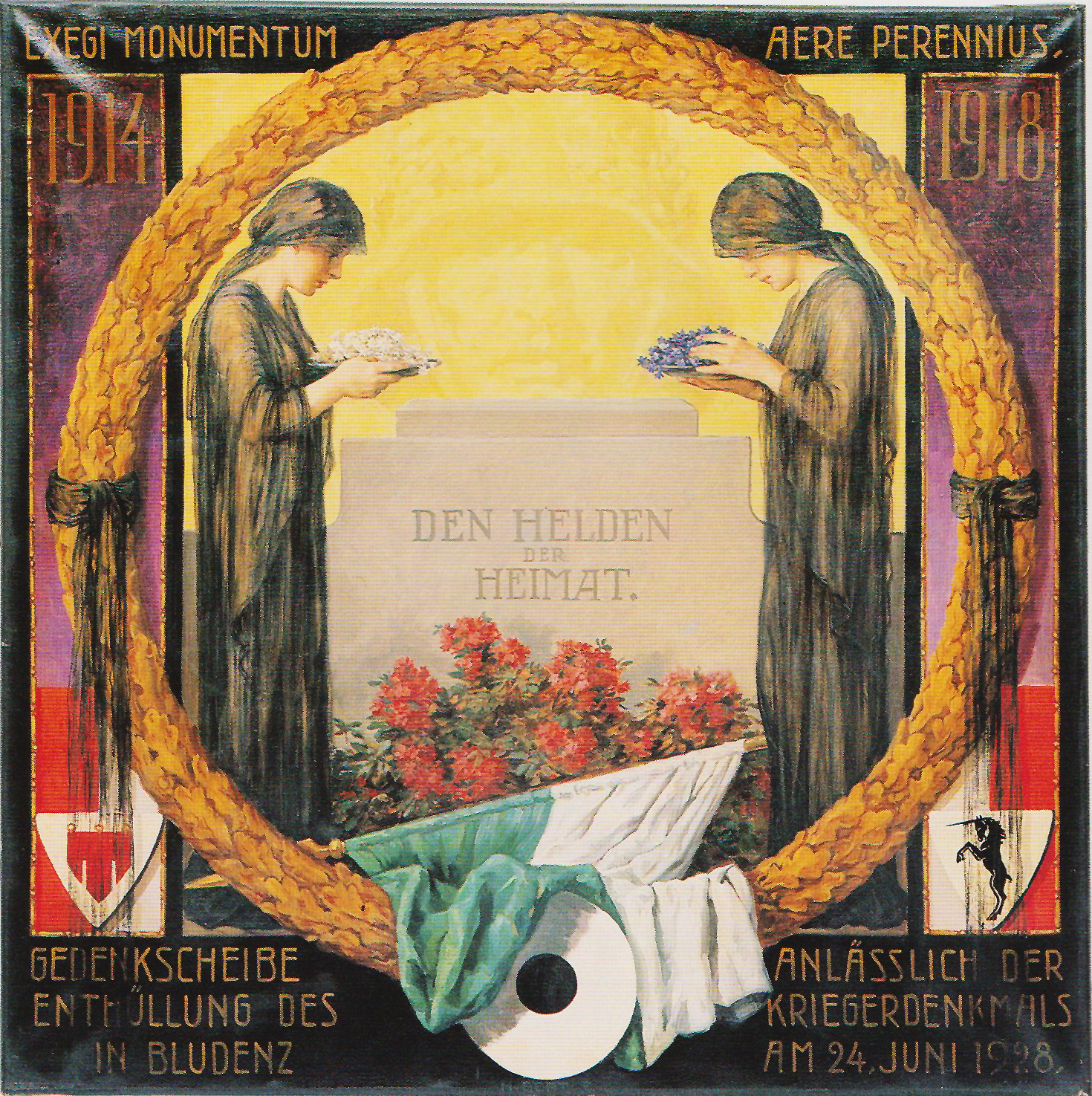

Exegi monumentum (с лат. — «Я воздвиг памятник») — ода Горация, заключительная в третьей книге «Од» (Carm. III, 30). Известна также под названием «К Мельпомене» (лат. Ad Melpomenem): Мельпомена традиционно считается музой трагедии, но первоначально понималась как муза песни. В стихотворении 16 строк, оно написано малым асклепиадовым стихом.
Содержание оды — рассуждение автора об основных достижениях своей жизни и своего творчества; в финале следует обращение к Мельпомене с призывом увенчать автора лавровым венком. По мнению некоторых специалистов, финал стихотворения содержит также обращение к неназванному Меценату. Две первые строки и общий смысл оды аналогичны египетскому «Прославлению писцов».
Наиболее известные русские переводы оды созданы Валерием Брюсовым (в двух вариантах, 1913 и 1918), Яковом Голосовкером и Сергеем Шервинским. Имеются также шесть других переводов.
Это стихотворение дало начало новому поэтическому жанру — «памятнику», в котором автор, зачастую взяв за основу композицию оды Горация и её первую строчку, говорит о своих заслугах перед поэзией, о своих нововведениях, которые должны сохраниться в памяти потомков, обессмертить его имя. В этом смысле «памятником» можно назвать и заключительные строки поэмы Овидия «Метаморфозы» («Превращения») — «Iamque opus exegi…». В русской литературе стихотворения «Памятник», апеллирующие к первоисточнику Горация, писали Ломоносов, Державин (см. его «Памятник»), Пушкин («Я памятник себе воздвиг нерукотворный»), Валерий Брюсов («Мой памятник стоит, из строф созвучных сложен…»), Иосиф Бродский, Владимир Высоцкий (песня «Памятник») и другие.